# Longitarsus baeticus
Longitarsus baeticus là một loài bọ cánh cứng trong họ Chrysomelidae. Loài này được Leonardi miêu tả khoa học năm 1979.